# Птицы Волгоградской области (воробьинообразные)
Отряд воробьинообразных — самый богатый видами в Волгоградской области.

## ОтрядВоробьинообразные—Passeriformes

### СемействоЖаворонковые—Alaudidae
| Род Степные жаворонки (Melanocorypha) |                                                                                       | |
|                                       | Белокрылый жаворонок — Melanocorypha leucoptera                                       | Обычный гнездящийся вид. |
|                                       | Чёрный жаворонок — Melanocorypha yeltoniensis                                         | Занесён в Красную книгу Волгоградской области. Редкий гнездящийся вид. Обитает в Нижнем Заволжье и Жирновском районе.                                           |
|                                       | Степной жаворонок — Melanocorypha calandra                                            | Многочисленный вид. Гнездится. Обитает по всей Волгоградской области.                                                                                           |
| Род Малые жаворонки (Calandrella)     |                                                                                       | |
|                                       | Малый, или европейский малый, или короткопалый, жаворонок — Calandrella brachydactyla | Многочисленный вид. Гнездится. Обитает по всей Волгоградской области.                                                                                           |
|                                       | Серый жаворонок — Calandrella rufescens                                               | Многочисленный вид. Гнездится. Обитает по всей Волгоградской области                                                                                            |
| Род Полевые жаворонки (Alauda)        |                                                                                       | |
|                                       | Полевой жаворонок — Alauda arvensis                                                   | Многочисленный вид. Гнездится. Обитает по всей Волгоградская область. Прилетает с юга в конце марта-начало апреле. Селится в степях и лугах. Гнездится в траве. |
| Род Рогатые жаворонки (Eremophila)    |                                                                                       | |
|                                       | Рогатый жаворонок — Eremophila alpestris                                              | Пролётный вид на территории Волгоградской области. |
| Род Хохлатые жаворонки (Galerida)     |                                                                                       | |
|                                       | Хохлатый жаворонок — Galerida cristata                                                | Обычный гнездящийся вид. |
| Род Лесные жаворонки (Lullula)        |                                                                                       | |
|                                       | Лесной жаворонок, или юла — Lullula arborea                                           | Многочисленный вид. Гнездится. |

### СемействоЛасточковые—Hirundinidae
| Род Береговые ласточки (Riparia)  |                                                       | |
|                                   | Береговушка, или береговая ласточка — Riparia riparia | Многочисленный вид. Гнездится. Обитает по всей Волгоградской области. Роет норы для гнезда в песчаных и глинистых обрывах. |
| Род Городские ласточки (Delichon) |                                                       | |
|                                   | Городская ласточка, или воронок — Delichon urbicum    | Многочисленный вид. Гнездится. Обитает по всей Волгоградской области.                                                      |
| Род Настоящие ласточки (Hirundo)  |                                                       | |
|                                   | Деревенская ласточка, или касатка — Hirundo rustica   | Многочисленный вид. Гнездится. Обитает по всей Волгоградской области.                                                      |

### СемействоТрясогузковые—Motacillidae
| Род Трясогузки (Motacilla) |                                                 |                                                                       |
|                            | Жёлтая трясогузка — Motacilla flava             | Обычный гнездящийся вид.                                              |
|                            | Желтолобая трясогузка — (Motacilla flava lutea) | Подвид жёлтой трясогузки.                                             |
|                            | Желтоголовая трясогузка — Motacilla citreola    | Малочисленный вид. Гнездится.                                         |
|                            | Белая трясогузка — Motacilla alba               | Многочисленный вид. Гнездится. Обитает по всей Волгоградской области. |
| Род Коньки (Anthus)        |                                                 |                                                                       |
|                            | Краснозобый конёк — Anthus cervinus             | Малочисленный пролётный вид на территории Волгоградской области.      |
|                            | Лесной конёк — Anthus trivialis                 | Многочисленный вид. Гнездится. Обитает по всей Волгоградской области. |
|                            | Луговой конёк — Anthus pratensis                | Обычный Гнездящийся вид.                                              |
|                            | Полевой конёк — Anthus campestris               | Малочисленный вид. Гнездится.                                         |

### СемействоКорольковые—Regulidae
| Род Корольки (Regulus) |                                        |                                                                                                   |
|                        | Желтоголовый королёк — Regulus regulus | Малочисленный вид. Гнездится и Зимует. Обитает в северной и западной части Волгоградской области. |

### СемействоСвиристелевые—Bombycillidae
| Род Свиристели (Bombycilla) |                                                               |                                                        |
|                             | Свиристель, или обыкновенный свиристель — Bombycilla garrulus | Мигрирует осенью и зимой по всей Волгоградской области |

### СемействоКрапивниковые—Troglodytidae
| Род Настоящие крапивники (Troglodytes) |                                     |                          |
|                                        | Крапивник — Troglodytes troglodytes | Обычный Гнездящийся вид. |

### СемействоЗавирушковые—Prunellidae
| Род Завирушки (Prunella) |                                     | |
|                          | Лесная завирушка Prunella modularis | Малочисленный вид. Гнездится. Обитает в Жирновском районе, Руднянском районе (Волгоградская область), Еланском районе. |

### СемействоЗавирушковые— (Prunellidae)
| Род Завирушки (Prunella) |                                     | |
|                          | Лесная завирушка Prunella modularis | Малочисленный вид. Гнездится. Обитает в Жирновском районе, Руднянском районе (Волгоградская область), Еланском районе. |

### СемействоДроздовые—Turdidae
| Род Настоящие дрозды, или дрозды (Turdus) |                                |                                                                                |
|                                           | Чёрный дрозд Turdus merula     | Обычный гнездящийся вид. Обитает по всей Волгоградской области.                |
|                                           | Рябинник Turdus pilaris        | Многочисленный вид. Гнездится и зимует. Обитает по всей Волгоградской области. |
|                                           | Белобровик Turdus iliacus      | Малочисленный вид. Гнездится.                                                  |
|                                           | Певчий дрозд Turdus philomelos | Многочисленный вид. Гнездится.                                                 |
|                                           | Деряба Turdus viscivorus       | Малочисленный вид. Гнездится.                                                  |

### СемействоМухоловковые(Muscicapidae)
| Род Чеканы (Saxicola)               |                                                                                         |                                                                       |
|                                     | Луговой чекан Saxicola rubetra                                                          | Многочисленный вид. Гнездится. Обитает по всей Волгоградской области. |
|                                     | Черноголовый чекан (Saxicola torquata)                                                  | Малочисленный вид. Гнездится.                                         |
| Род Каменки (Oenanthe)              |                                                                                         |                                                                       |
|                                     | Обыкновенная каменка Oenanthe oenanthe                                                  | Многочисленный вид. Гнездится.                                        |
|                                     | Каменка-плешанка Oenanthe pleschanka                                                    | Обычный Гнездящийся вид.                                              |
|                                     | Каменка-плясунья Oenanthe isabellina                                                    | Обычный Гнездящийся вид.                                              |
| Род Горихвостки (Phoenicurus)       |                                                                                         |                                                                       |
|                                     | Горихвостка-чернушка Phoenicurus ochruros                                               | Многочисленный вид. Гнездится. Обитает по всей Волгоградской области. |
|                                     | Обыкновенная, или садовая, горихвостка, или горихвостка-лысушка Phoenicurus phoenicurus | Многочисленный вид. Гнездится. Обитает по всей Волгоградской области. |
| Род Зарянки (Erithacus)             |                                                                                         |                                                                       |
|                                     | Зарянка, или малиновка Erithacus rubecula                                               | Многочисленный вид. Гнездится. Обитает по всей Волгоградской области. |
| Род Соловьи (Luscinia)              |                                                                                         |                                                                       |
|                                     | Обыкновенный, или восточный, соловей Luscinia luscinia                                  | Многочисленный вид. Гнездится. Обитает по всей Волгоградской области  |
|                                     | Варакушка Luscinia svecica                                                              | Многочисленный вид. Гнездится. Обитает по всей Волгоградской области. |
| Род Пёстрые мухоловки (Ficedula)    |                                                                                         |                                                                       |
|                                     | Мухоловка-пеструшка Ficedula hypoleuca                                                  | Малочисленный вид. Гнездится.                                         |
|                                     | Мухоловка-белошейка Ficedula albicollis                                                 | Малочисленный вид. Гнездится.                                         |
|                                     | Малая мухоловка (Ficedula parva)                                                        | Обычный гнездящийся вид.                                              |
| Род Настоящие мухоловки (Muscicapa) |                                                                                         |                                                                       |
|                                     | Серая мухоловка Muscicapa striata                                                       | Обычный гнездящийся вид.                                              |

### СемействоСлавковые—Sylviidae
| Род Сверчки (Locustella)               |                                                                   | |
|                                        | Обыкновенный сверчок — Locustella naevia                          | Многочисленный вид. Гнездится. Гнездится в зарослях травы, тростника. Питается различными насекомыми.                       |
|                                        | Речной сверчок — Locustella fluviatilis                           | Обычный гнездящийся вид |
|                                        | Соловьиный сверчок — Locustella luscinioides                      | Многочисленный вид. Гнездится. Обитает и гнездится в зарослях Тростника, Рогоза, Камыша. Прилетает с юга в середине апреля. |
| Род Настоящие камышовки (Acrocephalus) |                                                                   | |
|                                        | Тонкоклювая камышевка — Acrocephalus melanopogon                  | Многочисленный вид. Гнездится                                                                                               |
|                                        | Камышевка-барсучок — Acrocephalus schoenobaenus                   | Многочисленный вид. Гнездится. Обитает по всей Волгоградской области.                                                       |
|                                        | Индийская камышевка — Acrocephalus agricola                       | Многочисленный вид. Гнездится                                                                                               |
|                                        | Тростниковая камышевка — Acrocephalus scirpaceus                  | Многочисленный вид. Гнездится. Обитает по всей Волгоградской области.                                                       |
|                                        | Садовая камышевка — Acrocephalus dumetorum                        | Многочисленный вид. Гнездится. Обитает по всей Волгоградской области.                                                       |
|                                        | Болотная камышевка — Acrocephalus palustris                       | Многочисленный вид. Гнездится.                                                                                              |
|                                        | Дроздовидная камышевка — Acrocephalus arundinaceus                | Многочисленный вид. Гнездится. Обитает по всей Волгоградской области.                                                       |
| Род Пересмешки (Hippolais)             |                                                                   | |
|                                        | Северная бормотушка — Hippolais caligata                          | Обычный гнездящийся вид. |
|                                        | Зелёная пересмешка — Hippolais icterina                           | Обычный гнездящийся вид. |
| Род Пеночки (Phylloscopus)             |                                                                   | |
|                                        | Пеночка-весничка — Phylloscopus trochilus                         | Многочисленный вид. Гнездится. Прилетает с юга в середине апреля.                                                           |
|                                        | Пеночка-теньковка — Phylloscopus collybita                        | Многочисленный вид. Гнездится. Прилетает с юга в начале апреля                                                              |
|                                        | Пеночка-трещотка — Phylloscopus sibilatrix                        | Многочисленный вид. Гнездится. Прилетает с юга в конце апреля.                                                              |
|                                        | Зелёная пеночка — Phylloscopus trochiloides                       | Малочисленный вид. Гнездится. Прилетает с юга в начале мая.                                                                 |
| Род Славки (Sylvia)                    |                                                                   | |
|                                        | Садовая славка — Sylvia borin                                     | Многочисленный вид. Гнездится                                                                                               |
|                                        | Славка-черноголовка, или черноголовая славка — Sylvia atricapilla | Обычный гнездящийся вид |
|                                        | Ястребиная славка — Sylvia nisoria                                | Многочисленный вид. Гнездится                                                                                               |
|                                        | Серая славка — Sylvia communis                                    | Многочисленный вид. Гнездится                                                                                               |
|                                        | Славка-мельничек, или славка-завирушка — Sylvia curruca           | Обычный гнездящийся вид |

### СемействоКороткокрылые камышовки(Cettiidae)
| Род Короткокрылые камышовки (Cettia) |                                                                                         |                               |
|                                      | Широкохвостка, или соловьиная широкохвостка, или широкохвостая камышевка — Cettia cetti | Многочисленный вид. Гнездится |

### СемействоСуторовые—Paradoxornithidae
Суторовые также известны как Толстоклювые синицы
| Род Усатые синицы (Panurus) |                                   |                                        |
|                             | Усатая синица — Panurus biarmicus | Малочисленный вид. Гнездится и Зимует. |

### СемействоДлиннохвостые синицы—Aegithalidae
| Род Длиннохвостые синицы |                                                           |                                        |
|                          | Ополовник, или длиннохвостая синица — Aegithalos caudatus | Малочисленный вид. Гнездится и Зимует. |

### СемействоСиницевые—Paridae
| Род Гаички — (Poecile)              |                                                                       | |
|                                     | Черноголовая, или болотная, гаичка — Poecile palustris                | Многочисленный вид. Гнездится и зимует. Обитает по всей Волгоградской области. |
|                                     | Пухляк, или буроголовая гаичка — Parus montanus                       | Многочисленный вид. Гнездится и зимует. Обитает по всей Волгоградской области. |
| Род Синицы — (Parus)                |                                                                       | |
|                                     | Большая синица — Parus major                                          | Многочисленный вид. Гнездится и зимует. Обитает по всей Волгоградской области. Гнездится в дуплах, полу дуплах, нишах. Летом Питается и кормит птенцов мелкими беспозвоночными и их личинками. Зимой питается различными семенами, и личинками под корой деревьев. |
| Род (Periparus)                     |                                                                       | |
|                                     | Московка, или чёрная синица — Parus ater                              | Многочисленный вид. Гнездится и зимует. Обитает по всей Волгоградской области. |
| Род Хохлатые синицы — (Lophophanes) |                                                                       | |
|                                     | Хохлатая синица, или гренадерка — Parus cristatus                     | Малочисленный вид. Гнездится и зимует. |
| Род Лазоревки — (Cyanistes)         |                                                                       | |
|                                     | Лазоревка, или обыкновенная, или зелёная, лазоревка — Parus caeruleus | Многочисленный вид. Гнездится и зимует. Обитает по всей Волгоградской области. |
|                                     | Князёк, или белая лазоревка — Parus cyanus                            | Занесён в Красную книгу Волгоградской области. Редкий гнездящийся вид. Зимует. Обитает только на севере Волгоградской области. |

### СемействоРемезы(Remizidae)
| Род Ремезы — (Remizidae) |                                       |                                                                       |
|                          | Обыкновенный ремез — Remiz pendulinus | Многочисленный вид. Гнездится. Обитает по всей Волгоградской области. |

### СемействоПоползневые—Sittidae
| Род Поползни — (Sitta) |                                         |                                                                                |
|                        | Обыкновенный поползень — Sitta europaea | Многочисленный вид. Гнездится и зимует. Обитает по всей Волгоградской области. |

### СемействоПищуховые—Certhiidae
| Род Пищухи — (Certhia) |                                          |                                                                                |
|                        | Обыкновенная пищуха — Certhia familiaris | Многочисленный вид. Гнездится и зимует. Обитает по всей Волгоградской области. |

### СемействоИволговые—Oriolidae
| Род Иволги — (Oriolus) |                          | |
|                        | Иволга — Oriolus oriolus | Многочисленный вид. Гнездится. Обитает по всей Волгоградской области. Прилетает с юга в начале мая. |

### СемействоСорокопутовые—Laniidae
| Род Сорокопуты — (Lanius) |                                                           | |
|                           | Обыкновенный жулан, или сорокопут-жулан — Lanius collurio | Многочисленный вид. Гнездится. Обитает по всей Волгоградской области.                                                                    |
|                           | Серый сорокопут — Lanius excubitor                        | Занесён в Красную книгу Волгоградской области. Редкий гнездящийся и зимующий вид. Обитает только в северной части Волгоградской области. |
|                           | Чернолобый сорокопут — Lanius minor                       | Малочисленный вид. Гнездится. |

### СемействоВрановые—Corvidae
| Род Сойки — (Garrulus)     |                                           |                                                                                               |
|                            | Сойка — Garrulus glandarius               | Многочисленный вид. Гнездится и зимует.                                                       |
| Род Сороки — (Pica)        |                                           |                                                                                               |
|                            | Сорока — Pica pica                        | Многочисленный вид. Гнездится и зимует. Обитает по всей Волгоградской области.                |
| Род Кедровки — (Nucifraga) |                                           |                                                                                               |
|                            | Кедровка — Nucifraga caryocatactes        | Малочисленный вид. Гнездится и зимует. Обитает только в северной части Волгоградской области. |
| Род Вороны — (Corvus)      |                                           |                                                                                               |
|                            | Галка — Corvus monedula                   | Многочисленный вид. Гнездится и зимует. Обитает по всей Волгоградской области.                |
|                            | Грач — Corvus frugilegus                  | Многочисленный вид. Гнездится и зимует. Обитает по всей Волгоградской области.                |
|                            | Европейская чёрная ворона — Corvus corone | Многочисленный вид. Гнездится и зимует. Обитает по всей Волгоградской области.                |
|                            | Серая ворона — Corvus cornix              | Многочисленный вид. Гнездится и зимует. Обитает по всей Волгоградской области.                |
|                            | Ворон — Corvus corax                      | Многочисленный вид. Гнездится и зимует. Обитает по всей Волгоградской области.                |

### СемействоСкворцовые—Sturnidae
| Род Скворцы — (Sturnus) |                                         |                                                                       |
|                         | Обыкновенный скворец — Sturnus vulgaris | Многочисленный вид. Гнездится. Обитает по всей Волгоградской области. |
|                         | Розовый скворец — Sturnus roseus        | Обычный гнездящийся вид.                                              |

### СемействоВоробьиные—Passeridae
| Род Настоящие воробьи — (Passer)  |                                      | |
|                                   | Домовый воробей — Passer domesticus  | Многочисленный вид. Гнездится и зимует. Обитает по всей Волгоградской области. |
|                                   | Полевой воробей — Passer montanus    | Многочисленный вид. Гнездится и зимует. Обитает по всей Волгоградской области. Образует колонии, гнездится в дуплах, под крышами, может строить гнёзда и на деревьях. Питается различными насекомыми и семенами, Кладка состоит из 4—10, чаще 5—7, насиживание которых занимает 11—13 дней. Через 15 дней после вылупления, птенцы вылетают из гнёзда. |
| Род Каменные воробьи — (Petronia) |                                      | |
|                                   | Каменный воробей — Petronia petronia | Малочисленный вид. Гнездится и зимует. Роет норы для гнезда. |

### СемействоВьюрковые—Fringillidae
| Род Зяблики — (Fringilla)       |                                                          |                                                                                |  |  |  |
|                                 | Зяблик — Fringilla coelebs                               | Многочисленный вид. Гнездится. Обитает по всей Волгоградской области.          |  |  |  |
|                                 | Юрок — Fringilla montifringilla                          | Обычный гнездящийся вид.                                                       |  |  |  |
| Род Клесты — (Loxia)            |                                                          |                                                                                |  |  |  |
|                                 | Клёст-еловик, или обыкновенный клёст — Loxia curvirostra | Малочисленный вид. Гнездится и зимует.                                         |  |  |  |
| Род Чечевицы — (Carpodacus)     |                                                          |                                                                                |  |  |  |
|                                 | Обыкновенная чечевица — Carpodacus erythrinus            | Многочисленный вид. Гнездится. Обитает по всей Волгоградской области           |  |  |  |
| Род Щеглы — (Carduelis)         |                                                          |                                                                                |  |  |  |
|                                 | Зеленушка, или обыкновенная зеленушка — Chloris chloris  | Многочисленный вид. Гнездится и зимует. Обитает по всей Волгоградской области  |  |  |  |
|                                 | Чечётка, или обыкновенная чечётка — Acanthis flammea     | Обычный гнездящийся вид.                                                       |  |  |  |
|                                 | Чиж — Spinus spinus                                      | Многочисленный вид. Гнездится и зимует. Обитает по всей Волгоградской области  |  |  |  |
|                                 | Щегол, или черноголовый щегол — Carduelis carduelis      | Многочисленный вид. Гнездится и зимует. Обитает по всей Волгоградской области. |  |  |  |
|                                 | Коноплянка — Acanthis cannabina                          | Многочисленный вид. Гнездится. Обитает по всей Волгоградской области           |  |  |  |
| Род Снегири — (Pyrrhula)        |                                                          |                                                                                |  |  |  |
|                                 | Обыкновенный снегирь — Pyrrhula pyrrhula                 | Малочисленный вид. Гнездится и зимует.                                         |  |  |  |
| Род Дубоносы — (Coccothraustes) |                                                          |                                                                                |  |  |  |
|                                 | Обыкновенный дубонос — Coccothraustes coccothraustes     | Многочисленный вид. Гнездится и зимует. Обитает по всей Волгоградской области  |  |  |  |

### СемействоОвсянковые—Emberizidae
| Род Настоящие овсянки — (Emberiza) |                                                                |                                                                       |
|                                    | Обыкновенная овсянка — Emberiza citrinella                     | Многочисленный вид. Гнездится. Обитает по всей Волгоградской области  |
|                                    | Садовая овсянка — Emberiza hortulana                           | Многочисленный вид. Гнездится. Обитает по всей Волгоградской области. |
|                                    | Дубровник — Ocyris aureolus                                    | Обычный гнездящийся вид                                               |
|                                    | Черноголовая овсянка — Granativora melanocephala               | Обычный гнездящийся вид                                               |
|                                    | Желчная овсянка — Granativora bruniceps                        | Обычный гнездящийся вид                                               |
|                                    | Камышовая, или тростниковая, овсянка — Schoeniclus schoeniclus | Многочисленный вид. Гнездится. Обитает по всей Волгоградской области  |
|                                    | Просянка — Miliaria calandra                                   | Обычный гнездящийся вид                                               |
| Род Подорожники — (Calcarius)      |                                                                |                                                                       |
|                                    | Лапландский подорожник — Calcarius lapponicus                  | Малочисленный вид.                                                    |
| Род Пуночки — (Plectrophenax)      |                                                                |                                                                       |
|                                    | Пуночка — Plectrophenax nivalis                                | Встречается на пролёте.                                               |